# Reunion Tour
Reunion Tour to czwarty album kanadyjskiej grupy The Weakerthans wydany w roku 2007.

## Lista utworów
1. "Civil Twilight" – 3:17
2. "Hymn of the Medical Oddity" – 3:08
3. "Relative Surplus Value" – 2:37
4. "Tournament of Hearts" – 3:34
5. "Virtute the Cat Explains Her Departure" – 4:08
6. "Elegy for Gump Worsley" – 2:43
7. "Sun in an Empty Room" – 4:00
8. "Night Windows" – 4:35
9. "Bigfoot!" – 2:23
10. "Reunion Tour"  – 2:07
11. "Utilities" – 4:34